# Kingstone (Staffordshire)
Pour les articles homonymes, voir Kingstone.
Kingstone est un village et une paroisse civile du Staffordshire, en Angleterre.